# サード (映画)
『サード』は1978年の日本映画。
少年院教務官の経験を持つ作家・軒上泊の原作による少年院を舞台にした青春映画で、1975年の『祭りの準備』以降、主に日本アート・シアター・ギルド（ATG）作品に顕著だった列島改造ーオイルショック後の「地方の閉塞性」を主題にした映画の一本。

## あらすじ
高校生・妹尾新次と女友達の「新聞部」たちは、大きな街に出るための金をかせごうと、売春をすることにした。
しかしヤクザとトラブルになり、相手を撲殺してしまう。
少年院に入った新次は、かつて野球部で3塁をまもっていたことから、「サード」というあだ名をつけられる。
夜ともなれば、慰問に訪れた「赤いセーター」「黄色いスカート」の女たちを思いうかべて妄想にふける生活だ。
新次は悪夢にうなされる。自分の守る3塁を敵チームがどんどん駆け抜けホームを目指す。いざ自分が長打を打つと、ホームを目指して走るのだが、ホームが消えている。仕方なしに再度走るのだがホームはみつからない。

### キャスト
- 妹尾新次（サード）：永島敏行[1]
- IIB（にいびい）：吉田次昭
- 新聞部：森下愛子
- テニス部：志方亜紀子
- 異論：水岡彰宏
- 裁判官：内藤武敏
- ヤクザ：峰岸徹（友情出演）[1]
- 赤いセーターの女：片桐夕子
- 短歌：西塚肇
- とべちん：根本豊
- アキラ：池田史比古
- 小指：佐藤俊介
- 漢字：鋤柄泰樹
- 緘黙：若松武
- 宮島：飯塚真人
- イレズミ：宇土幸一
- 田中：渋谷茂
- 吉田：尾上一久
- 小山：藤本新吾
- ヨシミ：岡本弘樹
- 院長：穂高稔
- 主任：市原清彦
- 教官・山辺：今村昭信
- 教官・広田：杉浦賢次
- 教官・鈴木：清川正廣
- 教官・小野：津川泉
- 黄色いスカートの女：小林悦子
- ファーストの女：大室温子
- ムーヴィ：秋川ゆか
- チビ：関口文子
- 客：角間進
- 祭りの少女：北原美智子
- 宗教家：品川博
- サードの母：島倉千代子（特別出演）[1]

## スタッフ
- 原作：軒上泊『九月の町』
- 脚本：寺山修司
- 監督：東陽一
- 撮影：川上皓市
- 撮影助手：小林達比古、篠田昇
- 企画：葛井欣士郎
- 製作：前田勝弘
- 美術：綾部郁郎、渡辺正弘
- 照明：上村栄喜、磯崎英範
- 音楽：田中未知
- 録音：久保田幸雄、川嶋一義
- 編集：市原啓子
- 衣裳/スタイリスト：東京衣裳企画室
- 製作進行/プロダクション・マネージャー：石川泰正
- 助監督：青池憲司
- スチール：江西浩一

## 製作
東陽一監督は1969年の『沖縄列島』を作るために制作会社・東プロを興したが、500万円で制作した同作は自主上映でフィルムを担いで全国行脚し、上映すればするほど雪だるま式に赤字が増えた。1971年に制作した初の劇映画『やさしいにっぽん人』では1200万円の借金を抱え、まわりは皆、離れていった。本作の制作に当たり、引き受けてくれるところは大手にはなく ATGに企画を持ち込み、了承されて新たに制作会社・幻燈社を作った。
サードを演じる永島敏行は、野球部出身のキャリアを買われ、『ドカベン』の続いての野球選手役に抜擢された。前半は少年院内の話で後半からサード（永島）の高校時代の回想シーンとなる。これに伴い高校の同じクラスの新聞部（森下愛子）とサード、IIB（吉田次昭）とテニス部（志方亜紀子）が二組のカップルになり、四人で今住む街から大きな街へ行くため、売春で金を稼ぐ。四人に罪の意識が0で、ゲーム感覚でこれを行う。公開当時19歳の森下は何度も裸になり、大きくはないが美乳を見せる。後半4分の1からまた少年院に話が戻る。野球に関わるシーンはホームベースのないダイヤモンドを走り続けるという主人公の人生をダブらせるモチーフとして使われる。タイトルは『サード』ながらベースランニングがほとんど。
森下愛子は「自然のまま撮られたから、まったく緊張感がなくて、楽しい雰囲気でいつのまにか、アップした感じ。私は父親がいないので監督に『お父さん』って呼んだら『そんな年じゃない！』って怒られちゃいました」などと話している。

## 作品の評価

### 批評家評
- 馬飼野元宏は「寺山修司の脚本は売春や殺人行為にも無反省な若者の虚無感に、地方の退屈な日常と"ここからの脱出"を滲ませている。また主要人物は味気ない仇名で役柄の個性を消し、観客の感情移入を避けている…永島と森下の学校の図書室でのセクスは青春映画のアイコンとして語られ、後の『恋空』で同様のシーンが観られる」などと評している[4]。

### 受賞歴
- 芸術選奨文部大臣新人賞
- 第52回キネマ旬報ベスト・テン
  - 日本映画ベスト・ワン、監督賞（東陽一）
- 第33回毎日映画コンクール
  - 録音賞（久保田幸雄）
- 第3回報知映画賞
  - 作品賞
- 第21回ブルーリボン賞
  - 作品賞
  - 新人賞（永島敏行）